# Heinz Tomato Ketchup
Heinz Tomato Ketchup er et ketchupmærke fra H. J. Heinz Company. Det er Heinz' største og hurtigstsælgende produkt. Det blev først introduceret i 1876. For nuværende sælges mere end 650 millioner flasker Heinz Tomato Ketchup hvert år.
Det meste af verdens Heinz Tomato Ketchup laves på fabrikken i Fremont, Ohio, USA.